# Matthias Niesen
Matthias Niesen (Matthias III. Nisaeus; geboren im 16. Jahrhundert in Reil; gestorben 24. Mai 1631 in Himmerod) war ein deutscher Zisterzienser-Abt des Klosters Himmerod.

## Leben
Matthias Niesen war zunächst ab 1602 als Speichermeister in Himmerod, und einige Zeit später als Verwalter des Klosterhofes Siebenborn bei Maring-Noviand tätig, bevor er nach dem Tod des Vorgängerabts Ambrosius Schneidt am 12. März 1613 zum 41. Abt des Klosters Himmerod gewählt wurde. Erzbischof Lothar von Metternich bestätigte die Wahl am 15. März, die Benediktion durch Weihbischof Georg von Helfenstein erfolgte am 9. April 1613, ihm assistierten zwei Äbte aus St. Matthias in Trier und vom Kloster Springiersbach.
Zu Beginn seiner Amtszeit und während des Dreißigjährigen Kriegs wurde das Kloster immer wieder von durchziehenden feindlichen Truppen aufgesucht und z. T. stark beschädigt und geplündert. Ab dem Jahr 1621 begann man auf seine Initiative hin die romanische Klosterkirche zu restaurieren, wobei die Ausschmückung im Renaissancestil vom Kirchenmaler Johannes Persa übernommen wurde. Während seiner Amtszeit ließ Abt Niesen u. a. neue Hofgebäude 1616 in Briedel, 1622 in Ürzig und 1623 den St. Bernardshof in Trier neu errichten. Am 24. Mai 1631 starb Abt Matthias Niesen, seine letzte Ruhestätte fand er im Kapitelsaal. Sein Nachfolger wurde Matthias Glabus.